# Salas de Bureba
Salas de Bureba è un comune spagnolo di 134 abitanti situato nella comunità autonoma di Castiglia e León.